# Gradaščica
Gradaščica – rzeka w centralnej Słowenii, lewy dopływ Ljubljanicy. Ma długość 33 km, powierzchnię zlewni 181 km² i średni przepływ wynoszący 2,27 m³/s.

## Przebieg i opis
Gradaščica powstaje po połączeniu się dwóch potoków – Wielkiej Božnej i Małej Wody, we wsi Pristava pri Polhovem Gradcu. Rzeka początkowo płynie w kierunku południowo-wschodnim, jednak po przyjęciu kilku dopływów Gradaščica skręca w kierunku północno-wschodnim. Koło miejscowości Dolenja vas pri Polhovem Gradcu rzeka przyjmuję swój pierwszy większy dopływ – Proscę. W Šujicy rzeka po przyjęciu Jarčji potok ponownie skręca w kierunek południowo-wschodni. Powyżej Lublany Gradaščica krzyżuję się z trasą europejską E61. Rzeka następnie przepływa przez południowo-zachodnią część Lublany, gdzie do niej uchodzi rzeka Glinščica. W dzielnicy Trnovo Gradaščica końcowo uchodzi do rzeki Ljubljanica.

## Zagrożenie
Ze względu na położenie w dolinie, która zatrzymuje wodę i powoduje jej gwałtowny spływ podczas intensywnych opadów, obszary gminy Dobrova-Polhov Gradec są narażona na powodzie. Ryzyko wystąpienia szkód zwiększa gęsta urbanizacja południowo-zachodniej Lublany.

## Ochrona przyrody
Część doliny rzeki jest wpisana do programu Natura 2000 (Ljubljanica – Gradaščica – Mali Graben). Rzeka jest siedliskiem dla dwóch gatunków bezkręgowców i dziewięciu gatunków ryb, ujętych w programie ochrony Natura 2000, w tym zagrożonej głowacicy.